# Anette Dawn
Anette Dawn (születési nevén Bocsi Anett, Salgótarján, 1978. május 9. –) magyar pornószínész és modell.

## Életrajz
A Private által készített 2002-es Wild Adventures című filmben debütált pornószínésznőként.
2007 márciusára a „Treat of the Month”-nak választották a Twistys-en.

## Filmográfia

### Pornófilmek
A szürke színű címek összeállítások.
| Film                                    | Év   | Álnév    | Stúdió                  | Rendező(k)                   |
| --------------------------------------- | ---- | -------- | ----------------------- | ---------------------------- |
| Private Reality 7: Wild Adventures      | 2002 | Brigitte | Private                 | Andrew Youngman, John Walton |
| Girl + Girl 9                           | 2004 | Brigitte | Hustler Video           | Zora Banx                    |
| Street Heat 2                           | 2004 | Brigitte | JoyBear Pictures        | Justin Ribeiro dos Santos    |
| Exxxtraordinary Eurobabes 3             | 2004 | Bridgett | 21Sextury Video         | John Walton                  |
| Sandy's Girls 1                         | 2004 | Bridgett | 21Sextury Video         | Andrew Youngman              |
| LesGlam 1                               | 2005 | Bridgett | 21Sextury Video         | Andrew Youngman              |
| Lesbian Fever 1                         | 2005 | Bridgett | 21Sextury Video         | Andrew Youngman              |
| Butterfly                               | 2005 | Bridgett | Viv Thomas              | Viv Thomas                   |
| Our Movie                               | 2005 | Bridgett | Viv Thomas              | Viv Thomas                   |
| Sandy: Agent Provocateur                | 2005 | Bridgett | Viv Thomas              | Viv Thomas                   |
| Sticky Fingers                          | 2005 | Bridgett | Viv Thomas              | Viv Thomas                   |
| Viv's Dream Team                        | 2005 | Bridgett | Viv Thomas              | Viv Thomas                   |
| Clit Club                               | 2006 | Bridgett | 21Sextury Video         | Andrew Youngman              |
| Home Alone                              | 2006 | Bridgett | 21Sextury Video         | John Walton, Andrew Youngman |
| Prime Cups 1                            | 2007 | Bridget  | Cruel Media Productions | Raul Cristian                |
| Pink on Pink 3                          | 2008 | Bridgett | 21Sextury Video         | Andrew Youngman              |
| Private Blockbusters 2: Downward Spiral | 2008 | Bridgett | Private                 | Frank Major, Andrew Youngman |
| Twisty Treats                           | 2010 | Bridgett | Twistys                 | Kory Fame                    |
| Girls Only 3 Way                        | 2011 | Bridgett | Indulgence              |                              |
| Twisted 4 Hours of Solos                | 2012 | Bridgett | Twistys                 |                              |
| Twisted Solos 2                         | 2013 | Bridgett | Twistys                 |                              |
| The Best by Private 274: Best of Zafira | 2017 | Bridgett | Private                 |                              |

### Mainstream filmek
| Film  | Year | Role               | Distributor                      | Director      | Notes                        |
| ----- | ---- | ------------------ | -------------------------------- | ------------- | ---------------------------- |
| 8mm 2 | 2005 | Adult film actress | Sony Pictures Home Entertainment | J. S. Cardone | Cameo appearance, uncredited |